# Мадді Вотерс
Ма́дді Во́терс (англ. Muddy Waters), справжє ім'я Маккі́нлі А. Мо́рґанфілд (англ. McKinley А. Morganfield; 4 квітня 1915, Роллінг-Форк, Міссісіпі — 30 квітня 1983, Вестмонт, Іллінойс) — американський блюзовий співак, гітарист і пісняр; представник чиказького блюзу. Найвідомішими піснями Вотерса стали «I'm Ready», «I'm Your Hoochie Coochie Man», «Mannish Boy», «Trouble No More», «Got My Mojo Working» і «I Just Want to Make Love to You».
6-разовий лавреат премії «Греммі» і спеціальної премії «Греммі» за видатні життєві досягнення, включений до Зали слави блюзу і Зали слави рок-н-ролу.

## Біографія

### Ранні роки

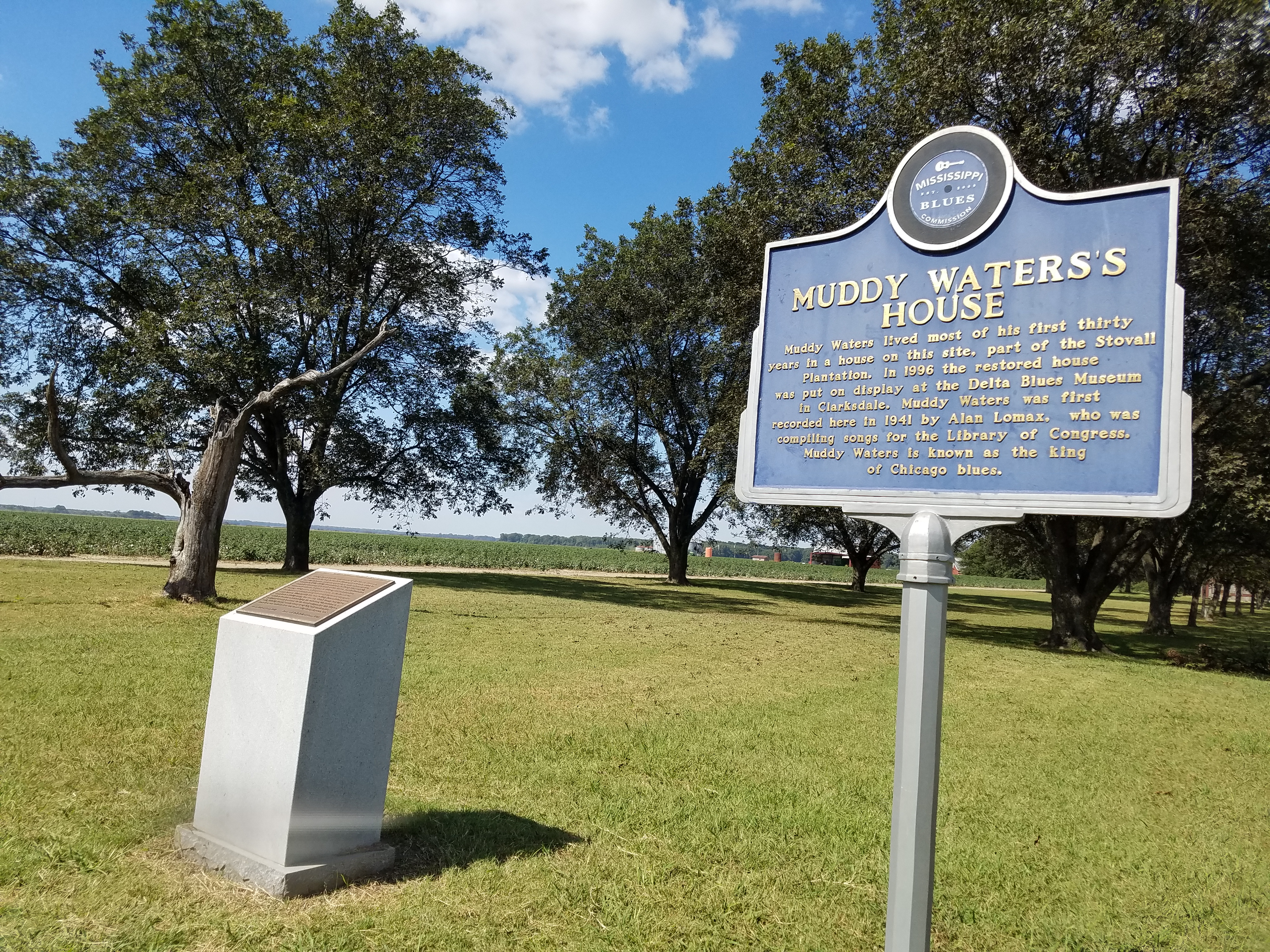
Вказівник «Міссісіпської стежки блюзу» в Кларсдейлі, Міссісіпі, на місці будинку Мадді Вотерса, де він прожив до 30 років

Народився 4 квітня 1915 (також є припущення, що роком народження є 1913 або 1914 роки) року в Роллінг-Форк, штат Міссісіпі, син Оллі Морґанфілда і Берти Ґрант. Його матір померла, коли хлопчику було три роки, тому його виховувала бабуся, Делла Ґрант, на плантації Стоволл, округ Коагома. Саме бабуся дала прізвисько онуку «Мадді» (від англ. «mud», тобто «бруд»), оскільки він любив баватися у бруді у дитинстві. Сільський південь був осередком блюзу у 1920-х і 1930-х роках, і молодий Мадді був зачарований музикою, коли помітив, що у сусіда є фонограф і записи таких виконавців, як Блайнд Лемон Джефферсон, Лонні Джонсон і Тампа Ред.
Коли Мадді став більш глибше занурюватися у блюз, почав грати на губній гармоніці; у віці 13 років виступав на місцевих вечірках, іноді з гітаристом Скоттом Боганнером, який жив і працював у Стоволлі. У цей період, Мадді почув звучання таких сучасних виконавців дельта-блюзу, як Сан Гаус, Роберт Джонсон і Чарлі Паттон; їхня музика надихнула його змінити інструмент, і у віці 17 років він придбав гітару і почав вчитися грати у техніці з використанням слайду. Через декілька років почав виступати самостійно і з місцевим струнним гуртом Son Simms Four; також він відкрив джук-джойнт (дешевий бар із музичними автоматами) на території Стоволла, де орендатори-здольщики могли слухати музику, насолодитися напоями або закусками та азартними іграми.

### Початок кар'єри. 1941—1948
Вотерс став старожилом у Міссісіпі, виступав з такими музикантами як Біґ Джо Вільямс і Роберт Найтгок, і наприкінці 1941 року, етномузикологи Алан Ломакс і Джон Ворк III прибули до Міссісіпі з переносною записуючою установкою, з метою задокументувати молодих блюзових талантів для Бібліотеки Конгресу. Вотерс сильно вразив Ломакса і Ворка, і вони зробили декілька записів його виступів в джук-джойнтів; двоє з цих пісень вийгли на платівках в 78 обертів, і коли Вотерс отримав дві копії синглу і $20 від Ломакса, це змусило його задуматися щодо професійональної кар'єри музиканта. У липні 1943 року, Ломакс повернувся, аби записати більше матеріалу з Вотерсом; ці ранні записи з Ломаксом увійшли до альбому Down On Stovall's Plantation у 1966 році, і перевидання матеріалу 1994 року, The Complete Plantation Recordings, були удостоєні нагороди «Греммі».
У 1943 році вирішив переїхати до Чикаго, Іллінойс (перед цим, у 1940 році перебрався до Сент-Луїса), де удень працював водієм вантажівки і на паперовому заводі, а увечері виступав на вечірках і в барах. Біг Білл Брунзі допоміг Вотерсу домовитися за кращі концерти; Мадді нещодавно переключився на електричну гітару, аби його краще чули в шумних клубах, що значно посилило звучання слайду. 1946 року Вотерса помітив лейбл OKeh Records, який навіть запросив його до студії зробити записи, однак потім вирішив їх не випускати. Того ж року відбулась ще одна сесія для 20th Century Records, в результаті якої була записана пісня, що вийшла на стороні Б синглу Джеймса «Світ Люсі» Картера, однак Вотерсу пощастило більше на Aristocrat Records, чиказькому лейблі, заснованому братами Леонардом і Філом Чессом. 1947 року брати Чесс почали записувати Вотерса, і попри те, що перші записи спільно із Саннілендом Слімом («She Ain't Nowhere», «My Baby, My Baby») не надто вражали, його другий сингл на Aristocrat «I Can't Be Satisfied» із «(I Feel Like) Goin' Home» на стороні Б став хітом, зробивши Вотерса зіркою чиказької блюзової сцени.

### Комерційний успіх. 1948—1957

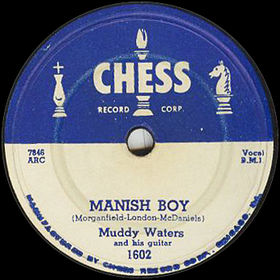
Сингл «Mannish Boy» Вотерса, що вийшов на Chess 1955 року. Пісня посіла 5-е місце в чарті R&B Singles

Спочатку брати Чесс записували Вотерса із найдіними місцевими музикантами (включаючи Ернеста «Біг» Кроуфорда і Алекса Еткінса), однак для концертних виступів, Вотерс наймав до себе в гурт таких виконавців, як Літтл Волтер на губній гармоніці, Джиммі Роджерс на гітарі і «Бебі Фейс» Лерой Фостер на ударних (пізніше його замінив Елджин Еванс), і особисто, і його гурт завоювали репутацію найпотужнішого блюзового гурту у місті; Вотерс доповнював своє комбо пристрасним вокалом і грою на гітарі.
На початку 1950-х брати Чесс (які у 1950 році змінили назву свого лейблу з Aristocrat на Chess Records) почали використовувати концертний склад гурту Вотерса для студійної роботи. 1953 року до гурту Вотерса приєднався піаніст Отіс Спенн, який був його основним учасником і в 1960-х, коли Літтл Волтер і Джиммі Роджерс залишили його, щоб розпочати сольні кар'єри.
У 1950-х записав одні з найвідоміших пісень в історії електричного блюзу, зокрема «Rollin' and Tumblin'», «I'm Ready», «I'm Your Hoochie Coochie Man», «Mannish Boy», «Trouble No More», «Got My Mojo Working» і «I Just Want to Make Love to You», які постійно потрапляли до ритм-енд-блюзових чартів.

### Виступи. 1958—1970
Наприкінці 1950-х його кар'єра пішла на спад. Із зростанням популярності рок-н-роллу, традиційна блюзова музика відійшла на другий план, і перші гастролі Вотерса до Англії у 1958 році були холодно прийняті публікою, яка хотіла чути акустичну музику, а не електричне звучання гітари Вотерса. 1959 року записав триб'ют-альбом під назвою Muddy Waters Sings Big Bill, присвячений Біг Біллу Брунзі. 1960 року виступив на Ньюпортському джазовому фестивалі, де записав один з найперших своїх концертних альбомів під назвою At Newport 1960, а його живе виконання пісні «Got My Mojo Working» 1961 року на 3-й церемонії нагородження премії «Греммі» було номіноване в категорії «Найкраще R&B-виконання». У наступні роки Вотерс почав записувати акустичну музику, навіть випустив альбом у 1964 році під назвою Folk Singer. Проте, британські блюзові фанати незабаром знову почали проявляти інтерес до Вотерса і електричного чиказького блюзу; із початком Британського вторгнення, відбулось зародження британської блюзової сцени, а серед шанувальників таланту Вотерса були молоді музиканти Ерік Клептон, Джон Мейолл і Алексіс Корнер.
У 1967 році перезаписав декілька блюзових стандартів з Бо Діддлі, Літтлом Волтером і Гауліном Вульфом для альбомів Super Blues і The Super Super Blues Band, завдяки яким Chess намагалися привернути до себе інтерес рок-аудиторії. Хоча Вотерс продовжував активно виступати зі своїм гуртом на концертах (у складі якого тепер грали Пайнтоп Перкінс на фортепіано і Джеймс Коттон на губній гармоніці), лейбл Chess Records орієнтувався на випуск музики в жанрах рок, соул і ритм-енд-блюз, і намагався продати записи Вотерса на ринку серед білої рок-аудиторії слухачів, випустивши у 1968 році альбом Electric Mud, на якому він грає із психоделічним рок-гуртом (з гітаристами Пітом Коузі і Філом Апчерчем).
На альбомі Fathers and Sons, який вийшов у 1969 році, Вотерс грає із білими блюз-роковими музикантами Майклом Блумфілдом і Полом Баттерфілдом; The London Muddy Waters Sessions 1971 року був менш вражаючим, попри прекрасну гру гітариста Рорі Галлахера, але невтішну Стіва Вінвуда, Ріка Греча та Джорджі Фейма.

### Пізні роки. 1971—1983

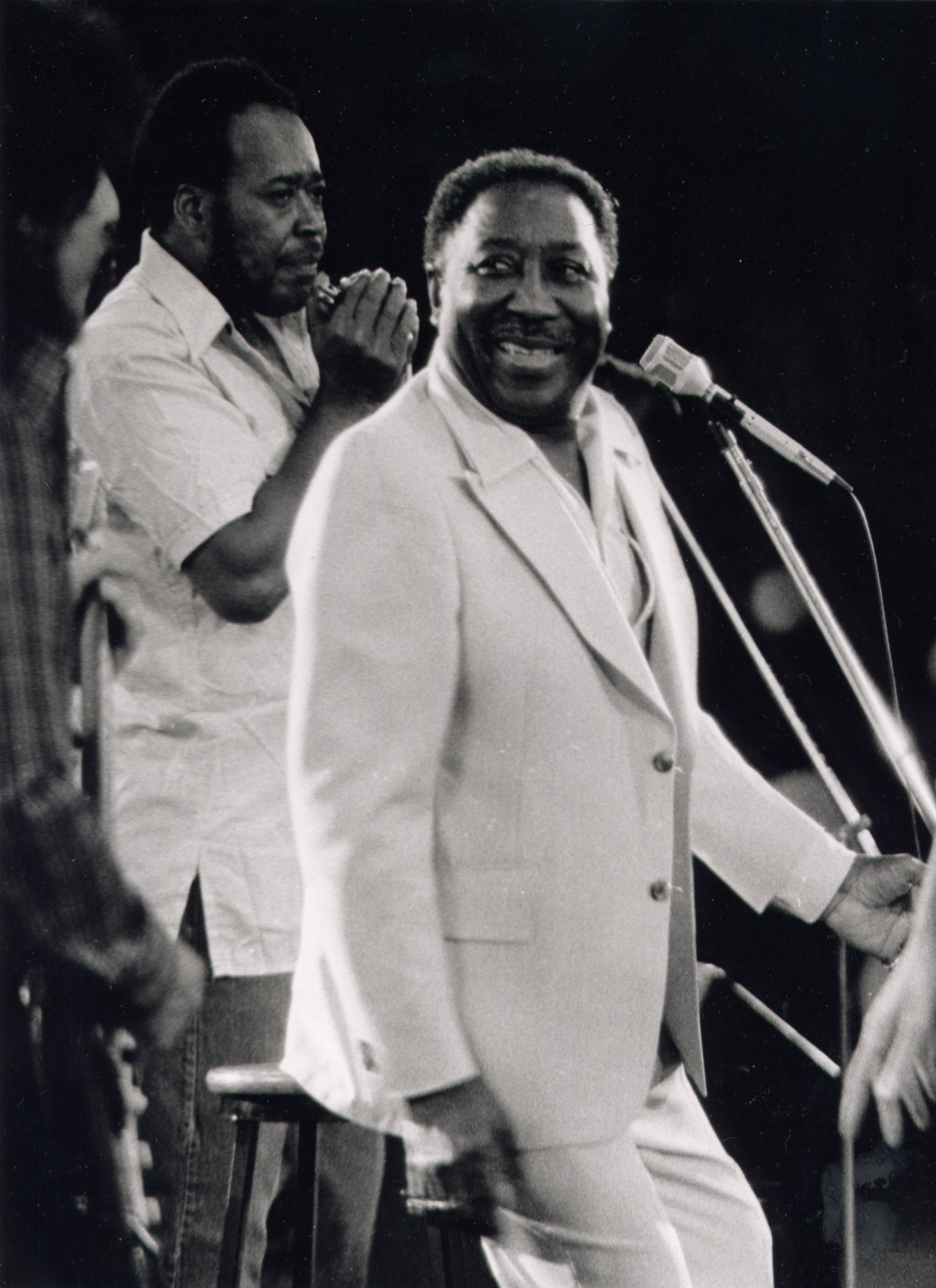
Мадді Вотерс і Джеймс Коттон (ліворуч) в Торонто, червень 1978

У 1969 році брати Чесс продали лейбл General Recorded Tape, і лейбл почав поступово занепадати і в підсумку був закритий у 1975 році (Вотерс був одним з декількох артистів Chess, які подали на лейбл в суд за несплачені роялті) Джон Вінтер, давній шанувальник Вотерса, дізнався, що музикант не має контракту і запропонував йому підписати угоду з Blue Sky Records, лейблом, чиїм дистрибютором був CBS. Вінтер спродюсував перший альбом Вотерса на Blue Sky, в записі якого взяли участь учасники концертного гурту Вотерса (включаючи Боба Марголіна і Віллі «Біг Айз» Сміта) разом з Джеймсом Коттоном на гармоніці і Пантопом Перкінсом на фортепіано. Альбом вийшов у 1977 році під назвою Hard Again і був удостоєний нагороди «Греммі» за найкращий запис етнічного або традиційного фолку.
Вотерс здивував своїх шанувальників, коли взяв участь у прощальному концерті гурту the Band, який відбувся на День подяки у 1976 році на запрошення Левона Гелма, який допоміг спродюсувати його останній альбом на Chess, The Muddy Waters Woodstock Album. Вотерс виконав «Mannish Boy», яка увійшла до документального фільму Мартіна Скорсезе під назвою «Останній вальс» (1978).
У період між Hard Again і «Останнім вальсом», активно концертував, грав з Еріком Клептоном та the Rolling Stones, випустив два альбоми, спродюсовані Вінтером, I'm Ready (1978) і King Bee (1979), також записав концертний альблм, Muddy «Mississippi» Waters Live. 1982 року у нього почалися проблеми зі здоров'ям, і наприкінці року він дав останній свій концерт, коли виступав з Еріком Клептоном у Флориді.
Помер 30 квітня 1983 року в себе вдома у Вестмонті, Іллінойс від серцевої недостатоності у віці 70 років. Похований на кладовищі Рествейл в Алсіпі (Іллінойс) поблизу Чикаго.

## Визнання і пам'ять

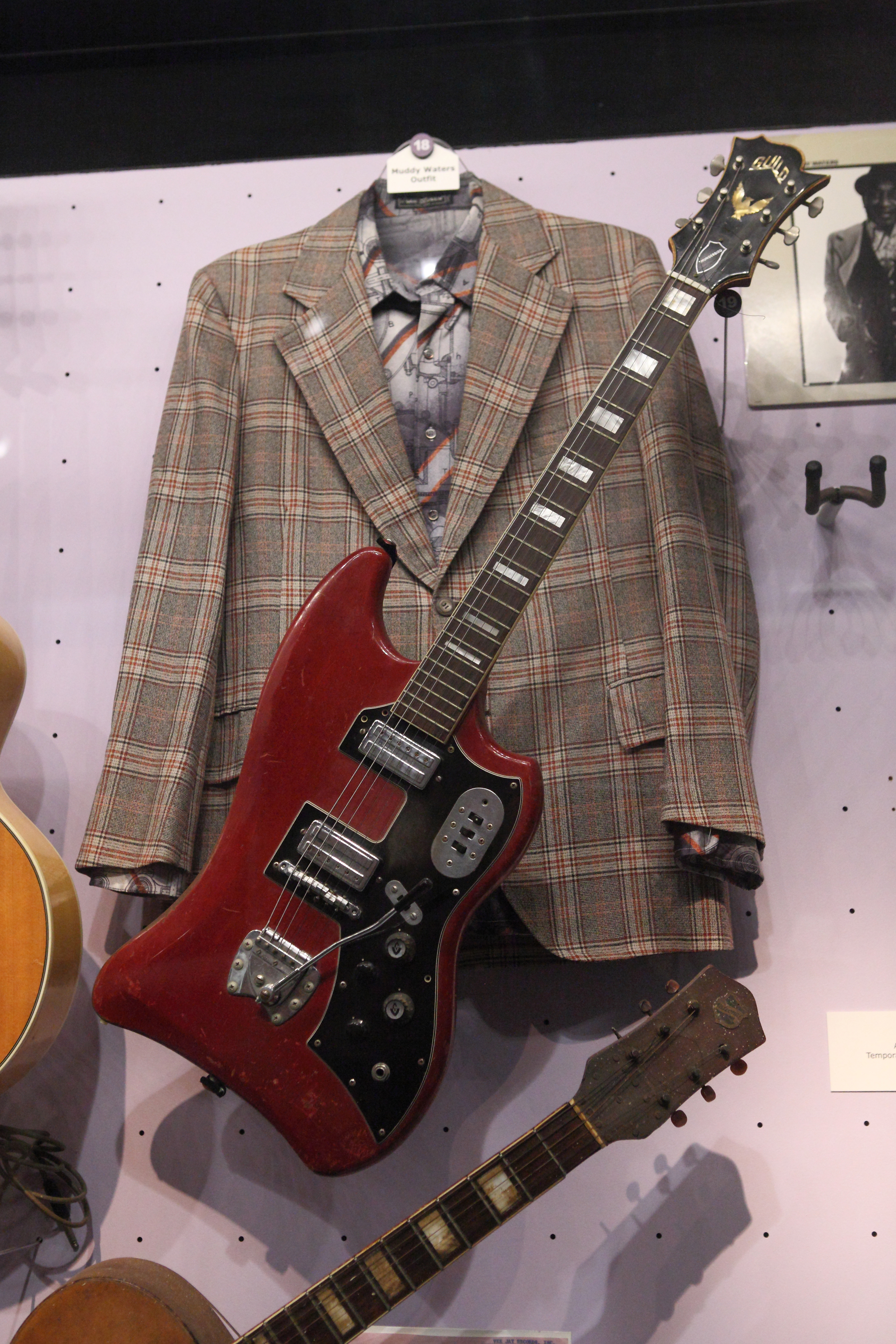
Одяг і гітара Мадді Вотерса в Залі слави рок-н-ролу. Клівленд, Огайо

В Чикаго 43-я вулиця була перейменована у Мадді-Вотерс-драйв. 1980 року був включений до Зали слави блюзу. 1987 року був включений до Зали слави рок-н-ролу. 1994 року у серії «Blues and Jazz Series» вийшла поштова марка США номіналом 29 центів, присвячена Мадді Вотерсу.
У Кларксдейлі на місці його будинку був встановлений знак «Міссісіпської стежки блюзу»; будинок був демонтований і перенесений до Музею дельта-блюзу.
У фільмі «Кадділак Рекордс» 2008 року, роль Мадді Вотерса зіграв Джеффрі Райт. 1991 року Пол Роджерс з Браяном Меєм записали трибют-альбом Muddy Water Blues: A Tribute to Muddy Waters.

## Нагороди і номінації

### «Греммі»
Мадді Вотерс 6 разів ставав лавреатом премії «Греммі» в різних номінаціях, також у 1992 році був удостоєний спеціальної премії «Греммі» за видатні життєві досягнення.
| Премії «Греммі» Мадді Вотерса |                                                        |                                  |      |           |           |
| Рік                           | Категорія                                              | Назва                            | Жанр | Лейбл     | Результат |
| 1972                          | Найкращий запис етнічної музики або традиційного фолку | They Call Me Muddy Waters        | фолк | MCA/Chess | перемога  |
| 1973                          | Найкращий запис етнічної музики або традиційного фолку | The London Muddy Waters Sessions | фолк | MCA/Chess | перемога  |
| 1975                          | Найкращий запис етнічної музики або традиційного фолку | The Muddy Waters Woodstock Album | фолк | MCA/Chess | перемога  |
| 1978                          | Найкращий запис етнічної музики або традиційного фолку | Hard Again                       | фолк | Blue Sky  | перемога  |
| 1979                          | Найкращий запис етнічної музики або традиційного фолку | I'm Ready                        | фолк | Blue Sky  | перемога  |
| 1980                          | Найкращий запис етнічної музики або традиційного фолку | Muddy «Mississippi» Waters Live  | фолк | Blue Sky  | перемога  |

## Дискографія

### Альбоми
- The Best of Muddy Waters (Chess, 1958)
- Muddy Waters Sings Big Bill (Chess, 1960)
- Folk Singer (Chess, 1964)
- The Real Folk Blues (Chess, 1966)
- Brass and the Blues (Chess, 1966)
- More Real Folk Blues (Chess, 1967)
- Super Blues (Checker, 1967); з Бо Діддлі і Літтлом Волтером
- The Super Super Blues Band (Checker, 1968); з Гауліном Вульфом і Бо Діддлі
- Fathers and Sons (Chess, 1969)
- McKinley Morganfield a.k.a. Muddy Waters (Chess, 1971)
- Live (At Mr. Kelly's) (Chess, 1971)
- The London Muddy Waters Sessions (Chess, 1972)
- Can't Get No Grindin' (Chess, 1973)
- The Muddy Waters Woodstock Album (Chess, 1975)
- Hard Again (Blue Sky, 1977)

### Сингли
- «Rollin' Stone»/«Walkin' Blues» (Chess, 1950)
- «I'm Your Hoochie Coochie Man»/«She's So Pretty» (Chess, 1954)
- «Just Make Love to Me»/«Oh Yeah» (Chess, 1954)
- «I'm Ready»/«I Don't Know Why» (Chess, 1954)
- «Manish Boy»/«Young Fashioned Ways» (Chess, 1955)
- «Sugar Sweet»/«Trouble No More» (Chess, 1955)
- «Forty Days and Forty Nights»/«All Aboard» (Chess, 1955)
- «Got My Mojo Working»/«Rock Me» (Chess, 1957)